# Pedaso
Pedaso is een gemeente in de Italiaanse provincie Fermo (regio Marche) en telt 2093 inwoners (31-12-2004). De oppervlakte bedraagt 3,6 km², de bevolkingsdichtheid is 581 inwoners per km².

## Demografie
Pedaso telt ongeveer 809 huishoudens. Het aantal inwoners steeg in de periode 1991-2001 met 1,8% volgens cijfers uit de tienjaarlijkse volkstellingen van ISTAT.
| Jaar | Inwoneraantal |
| ---- | ------------- |
| 1991 | 1934          |
| 2001 | 1968          |

## Geografie
Pedaso grenst aan de volgende gemeenten: Altidona, Campofilone.

## Bezienswaardigheden
Pedaso is ontstaan als uitkijktoren aan de monding van het Val d’Aso die de bevolking moest beschermen tegen aanvallen van piraten. Later ging ook Pedaso deel uitmaken van het grotere Fermo. Van oudsher was het dorp gevestigd op de steile heuvel Monte Serrone, maar inmiddels zijn de meeste huizen gebouwd aan de voet van de heuvel en de zuidkant van de monding van de Aso. Nu de oude burcht van Pedaso vervallen is geraakt, is de witte vuurtoren (1877) het boegbeeld. Pedaso is een aantrekkelijke badplaats met kiezelstranden, een levendig centrum met een groot park.
Boven Pedaso in de heuvels is een observatorium te vinden.